# 10666 Feldberg
10666 Feldberg eller 4171 T-3 är en asteroid i huvudbältet som upptäcktes den 16 oktober 1977 av den nederländsk-amerikanske astronomen Tom Gehrels och det nederländska astronomparet Ingrid van Houten-Groeneveld och Cornelis Johannes van Houten vid Palomarobservatoriet. Den är uppkallad efter Feldberg.
Asteroiden har en diameter på ungefär 4 kilometer.